# クレアの秘宝伝〜眠りの塔とめざめの石〜
『クレアの秘宝伝〜眠りの塔とめざめの石〜』（くれあのひほうでん〜ねむりのとうとめざめのいし〜）は、2016年大都技研製作のパチスロ機。導入は8月22日。型式名は「クレアの秘宝伝眠りの塔と目覚めの石／A2」。
前作は2012年に発売され、「遊技機アワード2013」を受賞した『クレアの秘宝伝〜はじまりの扉と太陽の石〜』で、4年ぶりの後継機にあたる。秘宝伝シリーズのスピンオフながら、2作目の製作となった。ボーナスゲームをメインの出玉契機とするタイプで、BIG BONUS（ビッグボーナス、BB）の後には30ゲーム固定のRTも搭載している。

## スペック
ボーナスゲームに当選する確率は設定1で 1/164、設定6であれば1/116と甘めの設計となっており、『パチスロ攻略マガジン』が独自調査値として報道した結果によれば、ボーナス確定後の告知をまたずにボーナス図柄を揃える手順で打つことにより、設定2であっても機械割が 100%を越えるとされる。この値は公式発表された数値とも合致する（下表の『機械割（最大）』箇所参照）。
| 設定  | 機械割 | 機械割（最大） |
| ----- | ------ | -------------- |
| 設定1 | 97.2%  | 98.6%          |
| 設定2 | 98.7%  | 100.1%         |
| 設定3 | 101.6% | 103.1%         |
| 設定4 | 108.5% | 107.1%         |
| 設定5 | 108.5% | 109.3%         |
| 設定6 | 114.6% | 115.2%         |

出典:大都吉宗CITY

### ボーナスゲーム
ボーナスゲームはBIG BONUS(BB) とREGULAR BONUS(RB) の二種類があり、払い出しは下表の通り。
| ボーナス種類      | 払い出し | 純増      |
| ----------------- | -------- | --------- |
| BIG BONUS(BB)     | 347枚    | 最大304枚 |
| REGULAR BONUS(RB) | 113枚    | 最大106枚 |

表中の「最大」というのは各ボーナス中に特定の手順を成功させることで得られる枚数。具体的には、筐体のランプ点灯時に逆押し（停止ボタンを右から順に押すこと）で左リールの中、下段にBAR（HIHOUDEN 図柄）を狙うことによりピラミッド、チェリー、BAR の停止形を揃えればよい。
BIG BONUS(BB) はストーリーBB 13話+α とお宝BB 27種類の合計41種類。お宝BBとは過去の大都技研製の台で使用されていた楽曲を選択してボーナスゲーム中に視聴できるというもので、特定の条件をクリアすることにより、条件に対応した楽曲の選択が徐々に可能になっていく仕組み。
また、BB終了後は選択したBBにより演出の異なる30ゲーム固定のRTへ移行する。

### 小役の払い出し枚数
通常時の小役揃いによる払い出しは下表の通り。
| 小役     | 払い出し | 備考                                      |
| -------- | -------- | ----------------------------------------- |
| ベル     | 6枚      |                                           |
| スイカ   | 5枚      |                                           |
| チェリー | 6枚      | 左リールに停止すれば図柄3つ揃える必要なし |

## ステージ
通常時はクレア一行が探検する遺跡、森のステージと、休息する泉のステージのいずれかに滞在する。リプレイ以外の特定役の一部で高確率ステージ、ボーナスゲームへ移行する。チャンス目の一部で突入する高確率ステージは前作と同じく 3種類で、高確率、超高確率および極高確率が存在する。ゲーム数はいずれも 5ゲーム固定。ボーナスが確定している場合、高確率中においてリプレイの一部がチャンス目の形で出現する。

## 登場人物など
ボス以外は基本的に前作と同一。
クレア（子供）
声 - 明坂聡美
金髪ショートヘアの褐色変身幼女。とある王国のおてんば姫という設定。
クレア（大人）
声 - 明坂聡美
変身後の姿。性格も大人に変身。
レオン
声 - 三瓶由布子
前作でクレアに同行したために誘拐犯扱いされてしまった元・守護剣士で現在は無職。青頭。
シャロン
声 - 佐藤利奈
商人。前作でお宝探しに目覚め、本業をトレジャーハンターに移し気味。赤頭。ヒロインのひとり扱いされるケースもあるが、全然デレないがっちり屋。
イヌビス、アグリー
クレアの飼い犬と炎の精霊。ここまでがクレア一行。
マーヤ
声 - 緒乃冬華
元お嬢様で現在は盗賊。クレア一行に便乗して宝を手に入れるために眠りの塔へ。奇妙な髪型をトレードマークとする。年増キャラポジション。
ハルト
声 - 横田紘一
マーヤの子分。ナルシスト。銀髪。
その他、ボスキャラのドラゴンとタコがいる。